# Wujaszek z Ameryki
Wujaszek z Ameryki (fr. Mon oncle d'Amérique) – francuski komediodramat z 1980 roku w reżyserii Alaina Resnais’go. Zdjęcia kręcono w Paryżu, na wyspach Logoden (departament Morbihan) oraz w Cholet (departament Maine i Loara).

## Opis fabuły
Profesor Henri Laborit przedstawia historię trzech osób, wobec których przedstawia sprawy przetrwania, walki, kary. René jest pracownikiem technicznym w fabryce tekstyliów. Janine jest aktorką samoukiem, której kochanek umiera. Jean jest kontrowersyjnym politykiem na rozstaju dróg.

## Główne role
- Gérard Depardieu - René Ragueneau
- Nicole Garcia - Janine Garnier
- Roger Pierre - Jean Le Gall
- Nelly Borgeaud - Arlette Le Gall
- Pierre Arditi - Zambeaux
- Gérard Darrieu - Léon Veestrate
- Philippe Laudenbach - Michel Aubert
- Marie Dubois - Thérèse Ragueneay
- Henri Laborit

i inni

## Nagrody i nominacje
Oscary za rok 1980
- Najlepszy scenariusz oryginalny – Jean Gruault (nominacja)